# Emanuele Torras Sais
Emanuele Torras Sais C.M.F., in spagnolo Manuel Torras Sais (Sant Martí Vell, 12 febbraio 1915 – Barbastro, 13 agosto 1936), è stato un religioso spagnolo, martirizzato a Barbastro durante la Guerra civile spagnola e venerato come beato dalla Chiesa cattolica.

## Biografia
Nacque a Sant Martí Vell, in provincia di Gerona. Ad undici anni entrò nel seminario di Barbastro, dove iniziò il tirocinio. Qui incontrò molti altri bambini che stavano intraprendendo gli studi e tra di essi altri undici moriranno martiri. La vita comunitaria gli piaceva molto, amava gli studi umanistici e la compagnia dei confratelli. Si viveva un clima sereno e scandito dalle pratiche di pietà. Il 23 dicembre del 1927 scriveva ai genitori:
Finito il ginnasio dovette attendere un anno per vestire l'abito religioso. Al termine del noviziato emise i voti religiosi il 15 agosto 1931. Era totalmente immerso nell'ideale missionario, si stava preparando con costanza ed impegno. Riusciva bene nel disegno e nella filosofia. In questa materia era solito discutere con gli insegnanti di temi particolarmente complessi, guadagnandosi tra i compagni l'appellativo scherzoso di "filosofino". Ai superiori che esploravano le attitudini in vista della sua destinazione, rispose:
Nel luglio del 1936, allo scoppio della guerra civile, il seminario di Barbastro venne assaltato e perquisito dalle milizie anarchiche per cercare delle armi. Insieme agli altri confratelli, Emanuele venne arrestato e rinchiuso nel salone degli atti della scuola dei padri Scolopi. Durante la prigionia, a causa delle privazioni e della paura, lo si sentiva spesso delirare nel sonno. Firmò la lettera di offerta alla Congregazione con queste parole:
(Emanuele Torras Sais, Firma sulla lettera di offerta alla Congregazione)
Insieme a 19 suoi compagni venne fucilato la mattina del 13 agosto sul ciglio di una strada fuori città, fece parte del terzo gruppo di clarettiani di Barbastro che subirono il martirio. I loro corpi sono stati gettati in una fossa comune.

Dopo la guerra i resti dei martiri furono riesumati e si possono venerare oggi nella cripta della casa museo a Barbastro. Nel 2013 è uscito un film sulla vicenda intitolato "Un Dios prohibido" per la regia di Pablo Moreno.

## Culto
La beatificazione avvenne a Roma, ad opera di Giovanni Paolo II, il 25 ottobre 1992. La Chiesa cattolica lo ricorda il 13 agosto.